# سید حسین موسویانی
سید حسین موسویانی (زادهٔ ۱۳۲۵) اولین وزیر معادن و فلزات در دولت اول میرحسین موسوی بوده است.
مهندس موسویانی دوره دوم هم نماینده مستقل مجلس بوده و کارمند رسمی شرکت ملی گاز و هم‌اکنون بازنشسته شده در ضمن مدتی هم مدیر عامل شرکت ماشین سازی لرستان و شرکت نورد و لوله اهواز را عهده‌دار بوده‌است.